# Lowell (Vermont)
Lowell es un pueblo ubicado en el condado de Orleans en el estado estadounidense de Vermont. En el año 2010 tenía una población de 879 habitantes y una densidad poblacional de 6 personas por km².

## Geografía
Lowell se encuentra ubicado en las coordenadas 44°47′42″N 72°26′58″O / 44.79500, -72.44944.

## Demografía
Según la Oficina del Censo en 2000 los ingresos medios por hogar en la localidad eran de $27,969 y los ingresos medios por familia eran $29,408. Los hombres tenían unos ingresos medios de $25,446 frente a los $21,083 para las mujeres. La renta per cápita para la localidad era de $12,404. Alrededor del 17.5% de la población estaban por debajo del umbral de pobreza.